# アトレチコ・パラナエンセ
アトレチコ・パラナエンセ（ポルトガル語: Club Athletico Paranaense）は、ブラジル・パラナ州クリチバをホームタウンとする、カンピオナート・ブラジレイロに加盟するプロサッカークラブ。
「パラナエンセ」とは「パラナ州の人・物」を表すポルトガル語で、他地域にある「アトレチコ」と名の付くクラブを区別する為、通常はパラナ州の略称『PR』と組み合わせて「アトレチコ-PR（Athletico-PR）」と表示される。なおアルファベットの綴りについて同名の他チームと違い、中に「h」を入れている。（ポルトガル語ではhを発音しないため、「Atlético」と綴る他のチームと読み方は変わらない）

## 歴史

### クラブ創設と「フラカン」の誕生

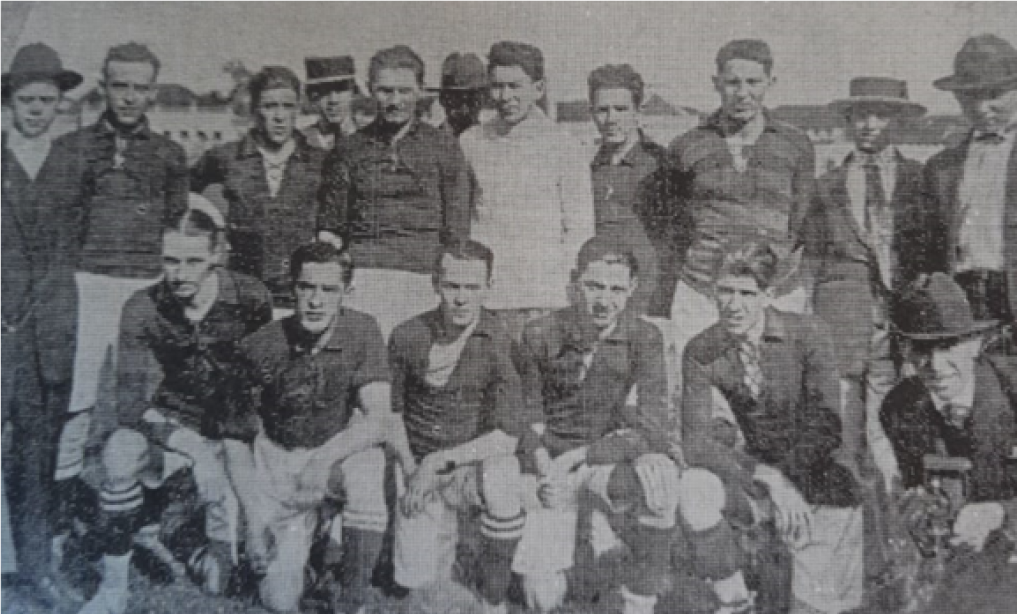
1924年に撮影された集合写真

1924年3月21日、それまでクリチバに存在したインテルナシオナルFBCとアメリカFCという2つのクラブの合併が発表され、5日後の3月26日にアトレチコ・パラナエンセが正式に設立された。最初のタイトルはその翌年に訪れた。12試合を戦って8勝3分1敗（勝率79%）という好成績を収め、パラナ州の州リーグであるカンピオナート・パラナエンセの優勝トロフィーを手にした。

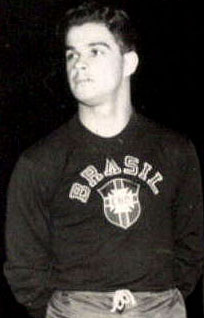
1949年までプレーしたカジュはクラブ最多の620試合に出場し、この記録は半世紀以上経った現在も破られていない

さらに、クラブは創設から最初10年間のうちに1929年と1930年の2シーズン連続で州リーグを制して初の連覇を達成した。特に1929年は無敗優勝を果たし、翌1930年には決勝でライバルのコリチーバFCを下してのタイトル獲得だった。1933年7月、18歳のGKアルフレド・ゴッタルディ（愛称: 「Caju」）がアトレチコ-PRのユニフォームを初めて着て試合に出場した。その後、彼は公式戦通算600試合以上に出場してカンピオナート・パラナエンセで6回の優勝（1934年、1936年、1940年、1943年、1945年、1949年）を経験し、クラブの象徴的な選手の1人になった。とりわけ1949年シーズンの成績は圧倒的だった。第二次世界大戦後にパラナ州に戻ってきたストライカーNenoことFlorisval Lanzoniが加入。クラブ創設25周年を祝う親善試合ではフルミネンセを5-2で破り、シーズン開始前のTaça Cidade de Curitiba（クリチバ市杯）でも優勝した。カジュの甥Rui Gottardiやアトレチコ在籍中はほぼ全てのシーズンでキャプテンを務めたジャクソン・ナシメントを擁するチームは州リーグで12試合中11勝、合計49ゴール（Nenoは得点王となる18ゴール）を記録。この驚異的なパフォーマンスを見せたことからクラブはハリケーンを意味する「Furacão」と呼ばれるようになった。当初は「1949年の伝説的チーム」を指すニックネームだったが、その後この名称はクラブ全体の愛称として定着した。
シーズン終了後の出来事は当時のチームの圧倒的な強さを象徴していた。州選手権のベストイレブン全員がアトレチコの選手で構成されるという前代未聞の快挙を達成。優勝を祝う盛大なパレードはクリチバの目抜き通りRua XVで開催され、選手、政治家、ジャーナリスト、ファンが一体となって祝福した。さらに、選手たちにはクラブカラーである赤と黒のエナメルが施されたデザインの特別な「優勝記念リング」が贈られた。また、「フットボール博士号」を授与されるというユニークな表彰も行われ、チームは”Real Academia da Baixada（バイシャーダの王立学院）“と称された。優勝祝賀会の目玉となったのは、ブラジル音楽界の巨匠・ルイス・ゴンザーガのライブだった。彼は、アトレチコのクラブカラーである赤と黒のネクタイを締め、華やかなステージで祝福の歌を披露した。
1949年の優勝はその圧倒的な成績から歴史に刻まれたが、同時に苦しい優勝からの遠ざかりの始まりでもあった。アトレチコはその後9年間タイトルから遠ざかり、1958年にようやく州リーグを制覇。翌1959年にクラブは第1回タッサ・ブラジルにパラナ州代表として出場することとなった。

### 2人のW杯優勝者の加入
1960年代の始まりは苦難の時期だった。財政問題に苦しんだこともあり、再びタイトルから遠ざかることとなった。しかし、1968年には再建に向けた動きを本格化。ブラジル代表としてFIFAワールドカップ連覇（スウェーデン大会、チリ大会）を達成したベリーニとジャウマ・サントスがチームに加わり大きな戦力強化をもたらした。同時期、クラブ通算1位の得点者として歴史に名を刻むシクピラやニウソン・ボルジェスも加入し、チームのレベルは一気に向上しアトレチコは好成績を収めるようになった。
1969年7月20日、人類が史上初めて月面着陸に成功したその日、偉大なキャプテンであるベリーニはスパイクを脱ぎ選手生活に別れを告げた。アポロ11号が新たな時代の幕を開ける中、2度のW杯を制した名DFはピッチを去り、一つの時代が終わりを告げた。クラブの歴史を綴った本『Clube Atlético Paranaense: uma paixão eterna』ではベリーニの現役最後の試合となったコリチーバとのダービー戦後の様子が次のように語られている。
試合終了のホイッスルが鳴り響き、スコアは0-0。両チームの選手たちはともに一人の偉大な選手に敬意を表して拍手を送った。ベリーニはユニフォームを脱ぎ、それを手に持ったままピッチを一周した。彼の頬を伝う涙を多くの人が目にし、観客たちもそれに呼応するように涙を流していた。彼が在籍した2年間への感謝を込め、惜しみない拍手を送りながら。

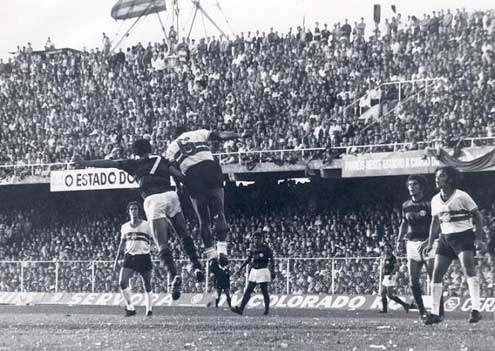
1972年のコリチーバとのダービ戦の様子

1970年には12年ぶりにタイトルを獲得。アウェーでCAセレトを破って州リーグ優勝を果たした。この大会でシクピラは得点王となり、サントスは自身のキャリア最後のタイトルを手にした。1970年の優勝後、アトレチコは宿敵コリチーバの黄金時代を見届けることとなった。しかし、1982年、「Casal 20」と称されたワシントンとアシスの輝きによって、再び州リーグで頂点へと返り咲いた。翌1983年には連覇を達成し、さらにはこの年の全国リーグでも4位と躍進。1985年にアトレチコは決勝でロンドリーナECを破り州王者に輝くと、その後1988年にも州リーグを制するが、翌1989年にはクラブ史上初のカンピオナート・ブラジレイロ・セリエB降格という苦い経験を味わうこととなった。1990年にチームはスポルチ・レシフェとセリエBの決勝を戦うが、優勝には届かず準優勝でセリエAに復帰した。1993年に再度セリエBへ降格をしてしまうが、1995年にセリエBでクラブ初優勝（オゼアスは得点王を受賞）してセリエA復帰を果たした。

### 新しいスタジアムとセリエA優勝
1996年のセリエAでは8位とまずまずの結果で終え、1997年シーズンが開幕しようとする中、ブラジルサッカー界に大きな事件が起きた。グルーポ・グローボのジャーナリストらがブラジル全国審判委員会会長のIves MendesとアトレチコやSCコリンチャンス・パウリスタなどのクラブ幹部との会話の録音テープを告発した。そこにはメンデスが翌年の連邦議員選挙の出馬資金を求める見返りに、試合の結果を有利にする審判を起用するといった内容が記録されていた。メンデスは1996年のコパ・ド・ブラジルのCRヴァスコ・ダ・ガマ戦において審判に介入する意向を示唆し、実際にヴァスコのエースであるエジムンドは1stレグでラフプレーを受けたにもかかわらず退場しチームも1-3で敗北。2ndレグでヴァスコはエジムンドを欠きながら4-1で逆転突破可能なスコアに一時はなるも、その後アトレチコが2ゴールを奪い、トータルスコア6-5でアトレチコが準々決勝に進出していた。この一連の出来事はメンデスの発言と絡めて疑惑を深めることとなり、裁判の結果、アトレチコは360日間国内の全ての大会に出場停止の処分が下された。けれども、クラブは1997年も試合を行うことになる。大会を管理するCBFがブラジルサッカー規律法典（CBDF）207条を持ち出し「すでに登録されているクラブチームは試合に参加する義務が発生する」と主張したからだった。裁判の結果を無視しろというCBFからの訓令により、アトレチコは一定のペナルティ（勝ち点剥奪とホームスタジアムで試合を開催することの禁止）があったものの1997年シーズンもリーグ等の大会に出場した。
1997年12月にクラブはアレナ・ダ・バイシャーダの建設を開始し、翌年には州リーグ決勝でライバルのコリチーバを下して8年間続いた無冠に終止符を打った。そして待望の新たなホームスタジアムは1999年6月24日に完成した。新たな本拠地はクラブの新時代を象徴する存在となった。新スタジアム最初の試合はパラグアイのセロ・ポルテーニョを迎え2-1で勝利。記念すべき最初のゴールはFWルーカス・セベリーノによって決められた。さらに、1999年には翌年のコパ・リベルタドーレスの出場権をかけたSeletiva para a Libertadoresで優勝し、国際大会の舞台へと歩みを進めた。2000年、宿敵コリチーバとの州リーグ王者決定戦は2戦とも1-1の引き分けとなったが、それまでのフェーズで最も勝ち点を積み上げていたため優勝。アレナ・ダ・バイシャーダでの最初のタイトル獲得によって選手とサポーターらは歓喜に沸いた。試合後のロッカールームにはサポーターが押し寄せ、選手のユニフォームやスパイク、脛当てなどを記念品として持ち帰るほどの熱狂だった。

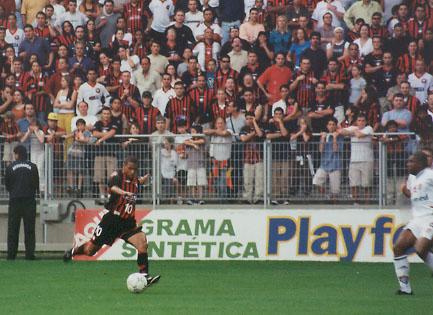
セリエA準決勝・フルミネンセ戦でのクレベルソン（2001年）

2001年にはさらなる栄光が待っていた。この年イランやクレベルソンらを擁するチームは州リーグを制しただけでなく、ついにセリエAで優勝してクラブ史上初のメジャータイトルを獲得した。
特に12月9日にバイシャーダで開催されたクラブ史上2度目のセリエA準決勝・フルミネンセ戦での勝利はクラブの歴史の中で最もエキサイティングなゲームの1つとして認識されている。前回の1983年は2戦合計のルールでフラメンゴに敗れたが、2001年は一発勝負での決着となった。対戦相手のフルミネンセはこのシーズンの第1フェーズで唯一バイシャーダでアトレチコに勝利したチームだった。また、両クラブには過去の因縁があった。1996年にはフルミネンセのサポーターがラランジェイラスでアトレチコの選手を襲撃する事件が発生。1997年にフルミネンセがセリエBに降格した際、前の年のアイヴェン・メンデス事件が影響していたとする見方がフルミネンセ側にあり、両クラブの対立は続いていた。ホームスタジアムには30,458人の観客が押し寄せる中、チームはフルミネンセのマグノ・アウベスによる先制点を許してしまう。しかし、ここからアレックス・ミネイロの”ゴールショー”が始まった。ペナルティエリア内で3人の味方DFが絡んだプレーの最後に押し込んで同点ゴールを決めると、続くプレーでは一度ボールコントロールを誤ったものの彼のマークについていた相手DFがスリップ。これを見逃さずドリブルで侵入し、冷静にグラウンダーシュートを流し込んで逆転ゴールを決めた。その後、マグノ・アウベスがミドルシュートを決めたことで再び試合は振り出しに戻るが、試合終了間際にアレックス・ミネイロがこの日3点目となるゴールを決め、チームに逆転勝利をもたらした。華々しいシーズンとなったが、クラブ最多出場記録を持つカジュがこれを直接見届けることは叶わなかった。現役引退後にクラブのコーチやディレクターを務め、亡くなる直前までスタジアムで試合を応援していたが4月に85歳でこの世を去っていたからだ。
翌2002年にはカンピオナート・パラナエンセ決勝でパラナ・クルーベを下してクラブ史上初の3連覇を達成。2004年のアトレチコはセリエAで長期間にわたり首位をキープ。しかし、終盤戦でサントスFCに逆転を許し、惜しくもタイトルを逃した。それでもチームはフェルナンジーニョ、ジャジソン、ダゴベルトらのタレントを擁しクラブの黄金時代の一つとして記憶されている。

### 国際舞台への躍進と苦難の時代

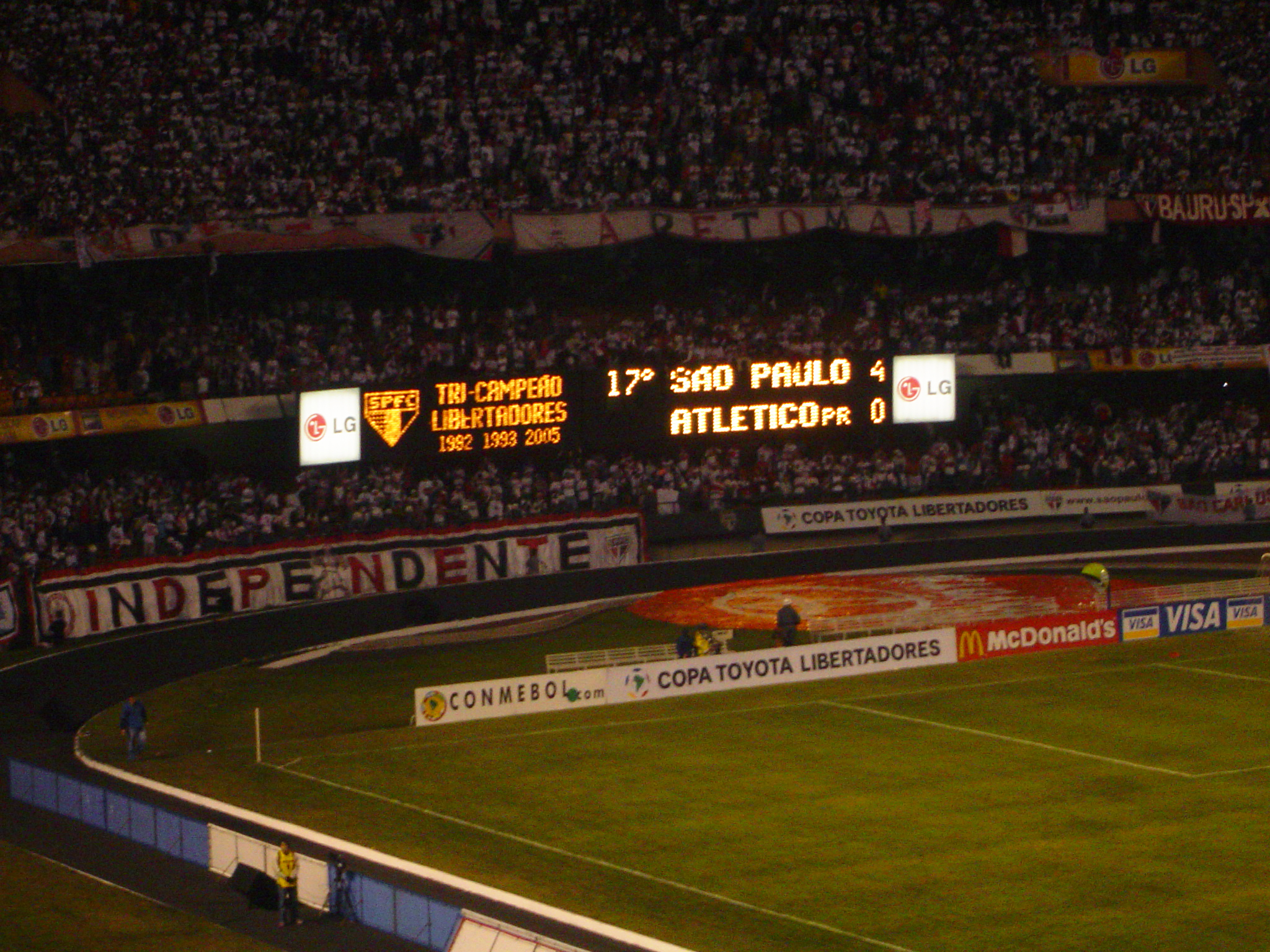
サンパウロは過去に2度リベルタドーレスで優勝していた

2005年にはクラブ史上初の国際大会決勝に進出した。コパ・リベルタドーレス2005のグループステージでは、グループステージ最終戦、グループ首位アトレチコは2位コロンビアのインデペンディエンテ・メデジンと対戦し、引き分け以上で突破が決まる状況だった。しかし、アトレチコはホームで0-4の惨敗を喫し敗退の危機に陥った。ところが、4位のパラグアイのクラブ・リベルタが、下馬評をひっくり返してコロンビアのアメリカ・デ・カリを破るという波乱が発生。この結果、アトレチコは土壇場でグループステージ突破を決めた。その後、ラウンド16でセロ・ポルテーニョと対戦しホーム戦で2–1の勝利を収めた。アウェー戦は1–2の敗北となったがPK戦を制し次のラウンドへ進出した。準々決勝では前年の全国リーグのタイトル争いでアトレチコを上回ったサントスにホーム戦で3–2、アウェー戦で2–0の勝利を収めた。この結果、アトレチコは準決勝進出を決定し、決勝進出への大きな一歩を踏み出した。準決勝ではメキシコのチーバス・グアダラハラと対戦したが、彼らはコンフェデレーションズカップに挑む自国の代表チームに5人の主力選手を招集されており、さらに負傷者と出場停止の影響でわずか17人の選手しか帯同できなかった。この状況は、アトレチコにとって大きな追い風となった。試合はアトレチコが序盤から主導権を握り、20分に先制点を挙げるなど、流れを支配した。その後、前半終了間際と後半に得点を重ねて最終的に3–0の勝利を収めた。第2戦は2–2の引き分けに終わり、トータルスコア5–2で決勝進出を果たした。決勝戦の相手はサンパウロだったがアトレチコはスタジアムの収容人数がCONMEBOLの基準を満たしていなかったため1stレグ（1-1）をホームのバイシャーダではなく、ポルト・アレグレのエスタジオ・ベイラ＝リオで開催することを余儀なくされた。アウェーの2ndレグはサンパウロのエスタジオ・ド・モルンビーで行われ、サンパウロが4-0で勝利したためアトレチコは準優勝で幕を閉じた。
2009年に州リーグで優勝を果たすが2011年にはセリエBに降格する苦しい時期を迎える。しかし、クラブはそこから立ち直り2013年にセリエAに復帰。12月8日、セリエA第38節、ホームにヴァスコ・ダ・ガマを迎えた試合の最中、観客席で重傷者3名を出す大規模な暴動が発生。アトレチコ・パラナエンセは、罰金と無観客試合などのペナルティを科された。この年、チームはコパ・ド・ブラジルで準優勝を果たし、全国リーグでも3位という好成績を収め、翌シーズンのリベルタドーレス出場権を獲得したクラブは再び南米の舞台へと戻ることになった。
2011年から2014年にかけてアレーナ・ダ・バイシャーダは2014 FIFAワールドカップ開催のために大規模な拡張・改修工事が行われた。改修後の再オープンは2014年5月、W杯開幕直前のSCコリンチャンス・パウリスタとの親善試合で行われた。この試合でマルセロ・シリーノが記念すべきオープニングゴールを決めたものの、1-2の逆転負けを喫した。

### 2度のコパ・スダメリカーナ優勝
2018年にはチアゴ・ヌネス監督のもとで、クラブ史上初の国際タイトルを獲得する。この年のコパ・スダメリカーナではアルゼンチンのニューウェルズ・オールドボーイズ、ウルグアイのCAペニャロール、エクアドルのデポルティーボ・クエンカらと対戦。いずれも順調に勝ち進み同郷のECバイーア、フルミネンセFCも破って決勝に駒を進めた。決勝戦の相手はコロンビアのアトレティコ・ジュニオールだった。1stレグ、2ndレグ共に1-1の引き分けで勝負はPK戦に委ねられた。そしてPK戦を4-3で制し、クラブ初の国際タイトル獲得という快挙を達成した。パブロは大会中に5ゴールを挙げて得点王に輝き、彼の他にニコン（4ゴール）、マルセロ・シリーノ、ヴェイガ、レナン・ロディ、ブルーノ・ギマランイス（いずれも2ゴール）など複数の選手が得点を挙げ、全12試合を経て挙げたチームの総得点（21ゴール）はこの年に参加した全クラブのうち最多を記録。失点数もわずかに7ゴールのみと素晴らしい結果で終えた。そして翌2019年も前年の成功を引き継いだチアゴ・ヌネス監督率いるアトレチコはコパ・ド・ブラジル決勝でSCインテルナシオナルを破り、クラブ初の国内カップ戦優勝を果たした。

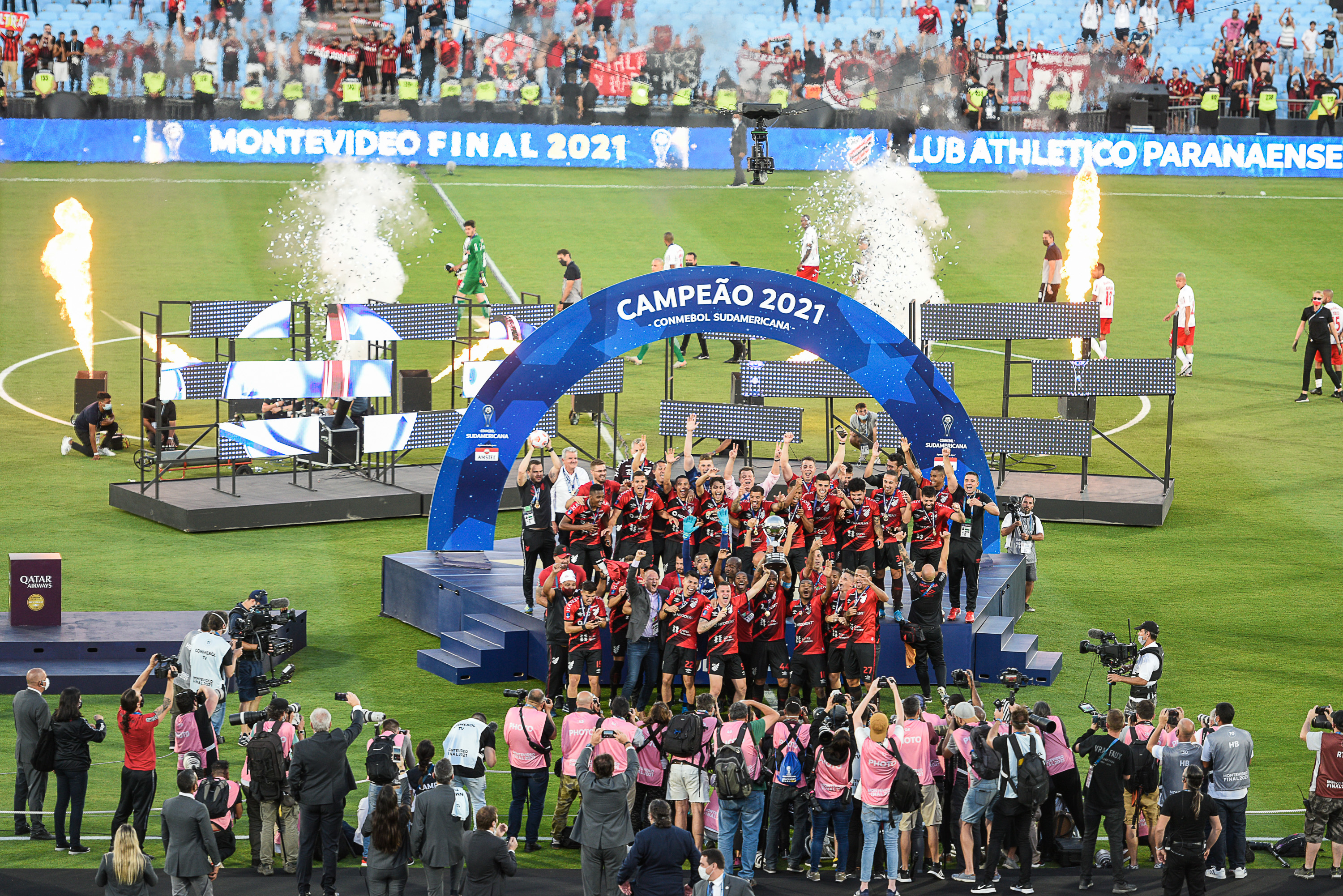
コパ・スダメリカーナ2021で優勝トロフィーを掲げる様子

2021年シーズンは暫定監督も含めて5人もの監督が指揮したが、再三の監督交代を象徴するかのように不安定な結果を残した。州リーグでは準決勝でFCカスカヴェウに敗れ、全国リーグも13勝17敗8分で14位とボトムハーフに終わった一方、コパ・ド・ブラジルではアトレチコ・ミネイロに次いで準優勝した。コパ・スダメリカーナではグループステージを5勝1敗の首位で突破してそのまま決勝まで勝ち進んだ。決勝戦の相手はレッドブル社が関わり、近年急速に実力をつけてきていたレッドブル・ブラガンチーノだった。舞台はウルグアイの首都モンテビデオにあるエスタディオ・センテナリオで行われたが、前回優勝した時とは異なりこの試合で優勝者が決まる1発勝負の試合だった。その上、南米はパンデミックからまだ完全には回復しておらず、ウルグアイ行きの航空券とモンテビデオのホテル代は高騰していたため決勝戦でありながら観客もまばらな状況で約3分の2が空席という全く異なる状況だった。それでも、ブラガンチーノのGKクレイトンが弾いたボールを大会中6アシストを記録し好調だったニコンが空中で体を捻りながらボレーで決めて前半のうちに先制点を得ることに成功する。この1点を守り抜いたアトレチコはブラジルのクラブで初となる2度目のスダメリカーナ優勝に輝いた。

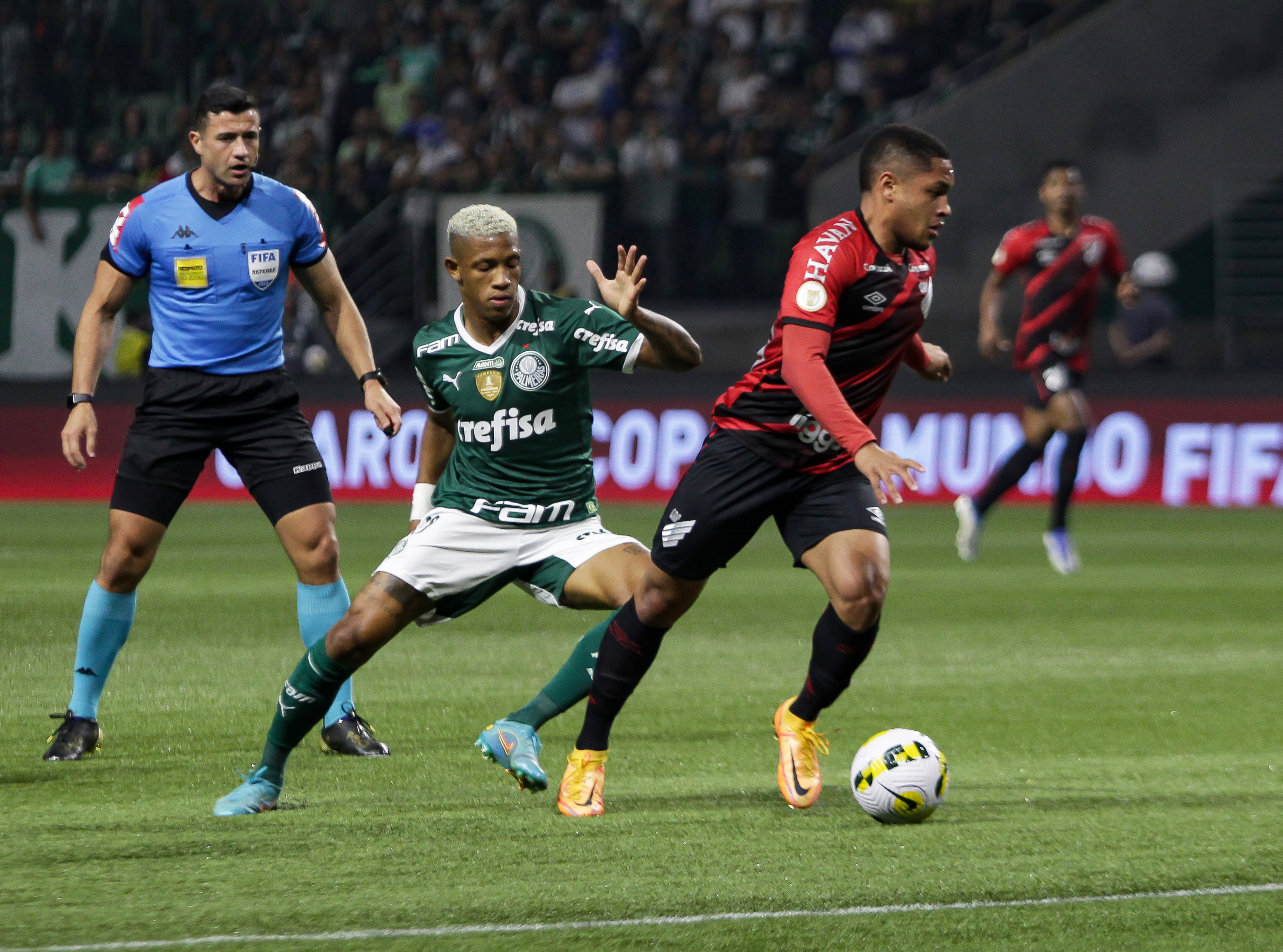
パルメイラス戦でのヴィトール・ロケ（右）

2022年、スカッド面ではGKのサントスやMFのヴィチーニョが退団した一方で、アグスティン・カノッビオやトマス・クエリョを獲得。夏にはイングランドのマンチェスター・シティからフェルナンジーニョが復帰し、とりわけクルゼイロに所属していた17歳のFWヴィトール・ロケはクラブ記録となる450万$の移籍金で加入した。監督面ではアウベルト・ヴァレンティンに代わって4月にファビオ・カリーレが新監督に就任するも、5月3日のリベルタドーレスのザ・ストロンゲスト戦で0-5の完敗。グループ最下位に転落したこともあり、カリーレは就任からわずか21日（クラブ史上最短）で解任された。後任にはブラジル代表監督の経験もあるルイス・フェリペ・スコラーリが監督の座に就きチームの立て直しを図った。2022年シーズンの全74試合のうち半分以上（47試合）は彼が指揮し、リベルタ杯で一時はグループステージ敗退の危機もあったがグループ2位で通過。最後は決勝でフラメンゴに敗れて準優勝となったがグループステージ敗退の可能性もあったことを考えれば十分すぎる復調だった。2022年は5つのコンペティション（州リーグ : 準決勝敗退、コパ・ド・ブラジル : 準々決勝敗退、全国リーグ : 6位、レコパ・スダメリカーナとリベルタドーレス : 準優勝）に参加して無冠に終わったが、この年にクラブはトータルで1億1,875万R$もの賞金を獲得。2019年の1億1,160万R$を上回るクラブ最高額を記録した。

### 祝福と苦境の区切りの年

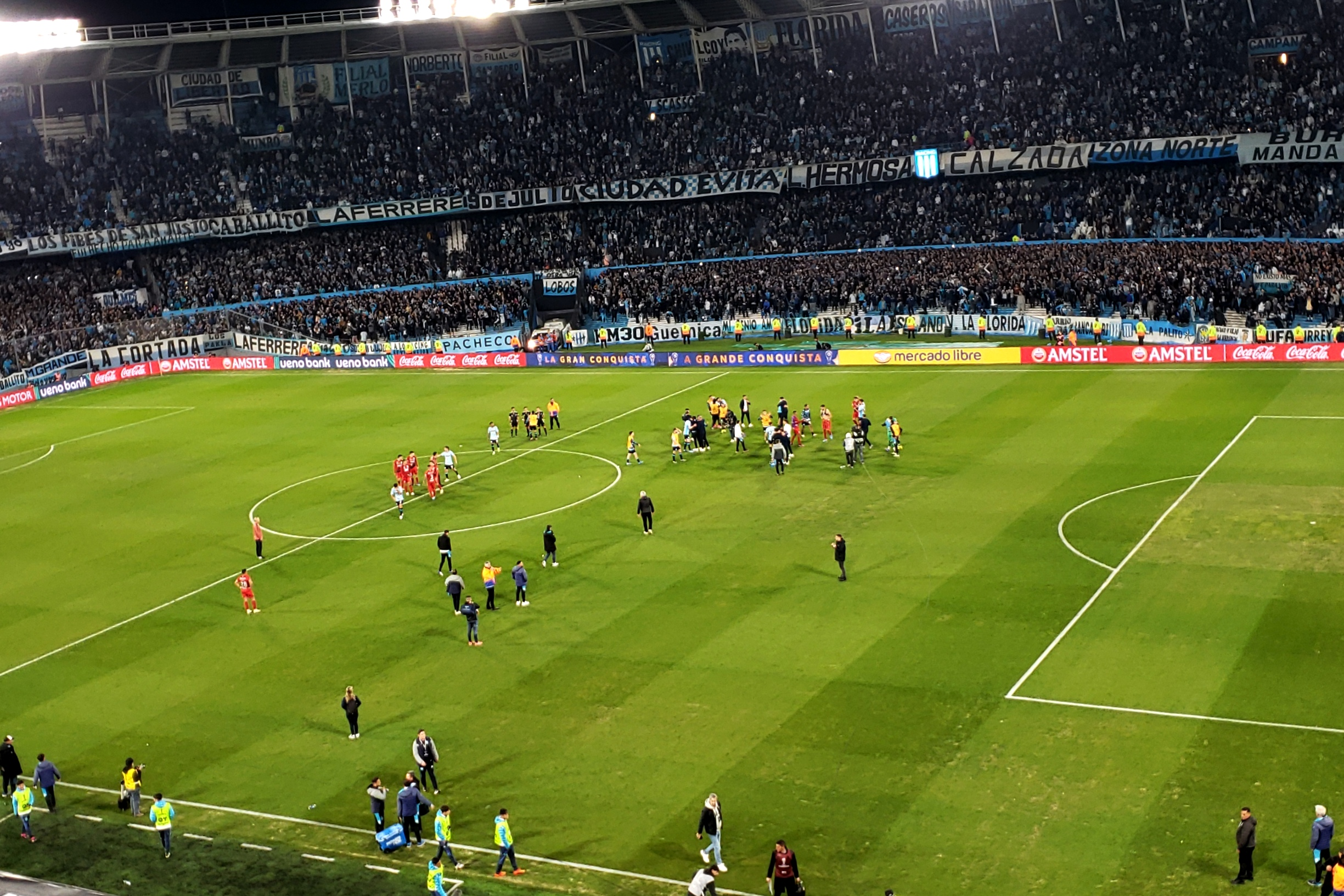
スダメリカーナでは準々決勝でラシン・クラブに敗れ、ラシンはその後優勝を果たした

2024年にクラブは良い意味でも悪い意味でも区切りの年となった。創設100周年という記念すべき節目であると同時に、クラブ通算2位の得点数（143得点）を記録して1949年のチームの一員だったジャクソンが100歳を迎えた。パルメイラス戦では選手のユニフォームに特別なパッチがつけられ、ハーフタイム中に車椅子から降りてゴールネットを揺らすと観客から盛大な拍手が送られた。しかし、成績は伴わずコパ・ド・ブラジルとコパ・スダメリカーナ2024ともにベスト8で敗退。何度か監督を交代し最終的にルチョ・ゴンサレスに託すもセリエAでも17位に沈んでアトレチコは4度目となるセリエB降格を味わった。2部へと降格したことでクラブはフェルナンジーニョをはじめとする複数の主力選手を手放さざるを得ない状況に陥ったうえ、セリエAから34年ぶりにパラナ州のクラブチームが姿を消すこととなった。

## エンブレム
| アトレティコ・パラナエンセのエンブレムの変遷 | アトレティコ・パラナエンセのエンブレムの変遷 | アトレティコ・パラナエンセのエンブレムの変遷 | アトレティコ・パラナエンセのエンブレムの変遷 | アトレティコ・パラナエンセのエンブレムの変遷 | アトレティコ・パラナエンセのエンブレムの変遷 | アトレティコ・パラナエンセのエンブレムの変遷 |
| 1924–1934                                    | 1934                                         | 1934–1988                                    | 1989–1996                                    | 1997–2001                                    | 2002–2018                                    | 2019–現在                                    |
| -------------------------------------------- | -------------------------------------------- | -------------------------------------------- | -------------------------------------------- | -------------------------------------------- | -------------------------------------------- | -------------------------------------------- |

## タイトル

### 国内タイトル
- カンピオナート・ブラジレイロ・セリエA : 1回
  - 2001

- カンピオナート・ブラジレイロ・セリエB : 1回
  - 1995

- セレティヴァ・パラ・ア・リベルタドーレス（ポルトガル語版） : 1回 
  - 1999

- カンピオナート・パラナエンセ : 28回 
  - 1925, 1929, 1930, 1934, 1936, 1940, 1943, 1945, 1949, 1958, 1970, 1982, 1983, 1985, 1988,
1990, 1998, 2000, 2001, 2002, 2005, 2009, 2016, 2018, 2019, 2020, 2023, 2024

- コパ・パラナ : 2回 
  - 1998, 2003

- トーナメント・トップ : 6回 
  - 1936, 1947, 1955, 1958, 1987, 1988

### 国際タイトル
- コパ・スダメリカーナ : 2回
  - 2018, 2021
- Jリーグカップ/コパ・スダメリカーナ王者決定戦 : 1回
  - 2019

## 過去の成績
| 優勝 | 準優勝 | 上位リーグ昇格 | 下位リーグ降格 |
| シーズン | 全国リーグ         | 全国リーグ | 全国リーグ | 全国リーグ | 全国リーグ | 全国リーグ | 全国リーグ | 全国リーグ | 全国リーグ | 全国リーグ | カップ戦   | 国際大会     | 国際大会           |
| シーズン | ディヴィジョン     | 順位       | 勝点       | 試         | 勝         | 分         | 敗         | 得         | 失         | 差         | カップ戦   | 国際大会     | 国際大会           |
| -------- | ------------------ | ---------- | ---------- | ---------- | ---------- | ---------- | ---------- | ---------- | ---------- | ---------- | ---------- | ------------ | ------------------ |
| 1977     | セリエA            | 48位       | 13(2)      | 13         | 3          | 5          | 5          | 19         | 21         | –2         | 未設置     | —            | —                  |
| 1978     | セリエA            | 62位       | 11(0)      | 18         | 3          | 5          | 10         | 10         | 23         | –13        | 未設置     | —            | —                  |
| 1979     | セリエA            | 11位       | 19         | 19         | 6          | 7          | 6          | 17         | 16         | +1         | 未設置     | —            | —                  |
| 1980     | セリエB            | 25位       | 9          | 7          | 2          | 5          | 0          | 5          | 3          | +2         | 未設置     | —            | —                  |
| 1981     | 不参加             | 不参加     | 不参加     | 不参加     | 不参加     | 不参加     | 不参加     | 不参加     | 不参加     | 不参加     | 未設置     | —            | —                  |
| 1982     | セリエA            | 32位       | 2          | 6          | 0          | 2          | 4          | 2          | 9          | –7         | 未設置     | —            | —                  |
| 1983     | セリエA            | 4位        | 28         | 24         | 11         | 6          | 7          | 32         | 28         | +4         | 未設置     | —            | —                  |
| 1984     | セリエA            | 11位       | 21         | 20         | 7          | 7          | 6          | 24         | 21         | +3         | 未設置     | —            | —                  |
| 1985     | 不参加             | 不参加     | 不参加     | 不参加     | 不参加     | 不参加     | 不参加     | 不参加     | 不参加     | 不参加     | 未設置     | —            | —                  |
| 1986     | セリエA            | 18位       | 29         | 26         | 9          | 11         | 6          | 27         | 17         | +10        | 未設置     | —            | —                  |
| 1987     | イエローモジュール | 3位        | 20         | 17         | 6          | 8          | 3          | 18         | 11         | +7         | 未設置     | —            | —                  |
| 1988     | セリエA            | 19位       | 31 (5)     | 23         | 5          | 11         | 7          | 18         | 17         | +1         | 未設置     | —            | —                  |
| 1989     | セリエA            | 19位       | 19         | 18         | 4          | 11         | 3          | 18         | 13         | –5         | 1回戦敗退  | —            | —                  |
| 1990     | セリエB            | 2位        | 27         | 24         | 7          | 13         | 4          | 22         | 12         | +10        | 出場権なし | —            | —                  |
| 1991     | セリエA            | 17位       | 15         | 19         | 5          | 5          | 9          | 27         | 28         | –1         | 1回戦敗退  | —            | —                  |
| 1992     | セリエA            | 15位       | 16         | 19         | 5          | 6          | 8          | 19         | 32         | –13        | ベスト8    | —            | —                  |
| 1993     | セリエA            | 24位       | 12         | 14         | 3          | 6          | 5          | 14         | 16         | –2         | 出場権なし | —            | —                  |
| 1994     | セリエB            | 6位        | 19         | 16         | 8          | 3          | 5          | 22         | 19         | +3         | 出場権なし | —            | —                  |
| 1995     | セリエB            | 1位        | 65         | 28         | 20         | 5          | 3          | 47         | 20         | +27        | 出場権なし | —            | —                  |
| 1996     | セリエA            | 8位        | 42         | 25         | 13         | 3          | 9          | 43         | 31         | +12        | ベスト16   | —            | —                  |
| 1997     | セリエA            | 18位       | 28         | 25         | 9          | 6          | 10         | 37         | 41         | –4         | ベスト8    | —            | —                  |
| 1998     | セリエA            | 16位       | 27         | 23         | 7          | 6          | 10         | 32         | 32         | 0          | 出場権なし | —            | —                  |
| 1999     | セリエA            | 9位        | 31         | 21         | 9          | 4          | 8          | 36         | 31         | +5         | ベスト8    | —            | —                  |
| 2000     | MA                 | 13位       | 39         | 26         | 11         | 6          | 9          | 33         | 30         | +3         | ベスト16   | CL           | ベスト16           |
| 2001     | セリエA            | 1位        | 63         | 31         | 19         | 6          | 6          | 68         | 45         | +23        | ベスト8    | —            | —                  |
| 2002     | セリエA            | 14位       | 34         | 25         | 9          | 7          | 9          | 39         | 33         | +6         | 出場権なし | CL           | GS敗退             |
| 2003     | セリエA            | 12位       | 61         | 46         | 17         | 10         | 19         | 67         | 72         | –5         | 2回戦敗退  | —            | —                  |
| 2004     | セリエA            | 2位        | 86         | 46         | 25         | 11         | 10         | 93         | 56         | +37        | 出場権なし | —            | —                  |
| 2005     | セリエA            | 6位        | 61         | 42         | 18         | 7          | 17         | 76         | 67         | +9         | 出場権なし | CL           | 準優勝             |
| 2006     | セリエA            | 13位       | 48         | 38         | 13         | 9          | 16         | 61         | 62         | –1         | 2回戦敗退  | CS           | ベスト4            |
| 2007     | セリエA            | 12位       | 54         | 38         | 14         | 12         | 12         | 51         | 50         | +1         | ベスト16   | CS           | 予選2回戦敗退      |
| 2008     | セリエA            | 13位       | 45         | 38         | 11         | 12         | 15         | 49         | 48         | +1         | 1回戦敗退  | CS           | ベスト16           |
| 2009     | セリエA            | 14位       | 48         | 38         | 13         | 9          | 16         | 42         | 49         | −7         | ベスト16   | CS           | 予選1回戦敗退      |
| 2010     | セリエA            | 5位        | 60         | 38         | 17         | 9          | 12         | 43         | 45         | –2         | ベスト16   | —            | —                  |
| 2011     | セリエA            | 17位       | 41         | 38         | 10         | 11         | 17         | 38         | 55         | –17        | ベスト8    | CS           | 予選2回戦敗退      |
| 2012     | セリエB            | 3位        | 71         | 38         | 21         | 8          | 9          | 65         | 37         | +28        | ベスト8    | —            | —                  |
| 2013     | セリエA            | 3位        | 64         | 38         | 18         | 10         | 10         | 65         | 49         | +16        | 準優勝     | —            | —                  |
| 2014     | セリエA            | 8位        | 54         | 38         | 15         | 9          | 14         | 43         | 42         | +1         | ベスト16   | CL           | GS敗退             |
| 2015     | セリエA            | 10位       | 51         | 38         | 14         | 9          | 15         | 43         | 48         | –5         | 2回戦敗退  | CS           | ベスト16           |
| 2016     | セリエA            | 6位        | 57         | 38         | 17         | 6          | 15         | 38         | 32         | +6         | ベスト16   | —            | —                  |
| 2017     | セリエA            | 11位       | 51         | 38         | 14         | 9          | 15         | 45         | 43         | +2         | ベスト8    | CL           | ベスト16           |
| 2018     | セリエA            | 7位        | 57         | 38         | 16         | 9          | 13         | 54         | 37         | +17        | ベスト16   | CS           | 優勝               |
| 2019     | セリエA            | 5位        | 64         | 38         | 18         | 10         | 10         | 51         | 32         | +19        | 優勝       | CLRCSJLC/CSC | ベスト16準優勝優勝 |
| 2020     | セリエA            | 9位        | 53         | 38         | 15         | 8          | 15         | 38         | 36         | +2         | ベスト16   | CL           | ベスト16           |
| 2021     | セリエA            | 14位       | 47         | 38         | 13         | 8          | 17         | 41         | 45         | −4         | 準優勝     | CS           | 優勝               |
| 2022     | セリエA            | 6位        | 58         | 38         | 16         | 10         | 12         | 48         | 48         | 0          | ベスト8    | CLRCS        | 準優勝             |
| 2023     | セリエA            | 8位        | 56         | 38         | 14         | 14         | 10         | 51         | 43         | +8         | ベスト8    | CL           | ベスト16           |
| 2024     | セリエA            | 17位       | 42         | 38         | 11         | 9          | 18         | 40         | 46         | −6         | ベスト8    | CS           | ベスト8            |
| 2025     | セリエB            | 位         |            |            |            |            |            |            |            |            |            | —            | —                  |

1. ↑  1988年シーズンを除く1994年シーズンまでは1勝につき勝ち点2、1988年シーズンと1995年シーズン以降は1勝につき勝ち点3が加算。括弧内の数字は獲得した勝ち点のうちのPE（得失点差数や引き分け後のPK戦など特定の条件で追加で与えられる勝ち点）を示す。
2. ↑  勝ち点5が剥奪

## 現所属メンバー
2019年7月23日現在
注：選手の国籍表記はFIFAの定めた代表資格ルールに基づく。
| No. | Pos. |              | 選手名                   |
| --- | ---- | ------------ | ------------------------ |
| 1   | GK   | ブラジル     | サントス                 |
| 2   | DF   | ブラジル     | ジョナタン               |
| 3   | MF   | アルゼンチン | ルチョ・ゴンサレス       |
| 4   | DF   | ブラジル     | レオ・ペレイラ ()        |
| 5   | MF   | ブラジル     | ウェリントン             |
| 6   | DF   | ブラジル     | マルシオ・アゼヴェド     |
| 7   | FW   | ブラジル     | ロニー                   |
| 8   | MF   | アルゼンチン | トマス・アンドラーデ     |
| 9   | FW   | アルゼンチン | マルコ・ルベン           |
| 10  | FW   | ブラジル     | マルセロ・シリーノ       |
| 11  | MF   | ブラジル     | ニコン                   |
| 15  | MF   | ブラジル     | カマーチョ               |
| 17  | FW   | アルゼンチン | ブライアン・ロメロ       |
| 18  | MF   | ブラジル     | レオナルド・シッタジーニ |

| No. | Pos. |          | 選手名                 |
| --- | ---- | -------- | ---------------------- |
| 20  | MF   | ブラジル | マテウス・ロゼット     |
| 21  | DF   | ブラジル | ルーカス・アウテル     |
| 23  | DF   | ブラジル | マジソン               |
| 25  | GK   | ブラジル | カイオ                 |
| 26  | MF   | ブラジル | エリック               |
| 30  | DF   | ブラジル | アブネル               |
| 34  | DF   | ブラジル | ペドロ・エンリケ       |
| 38  | MF   | ブラジル | トニー・アンダーソン   |
| 39  | MF   | ブラジル | ブルーノ・ギマランイス |
| 44  | DF   | ブラジル | チアゴ・エレーノ       |
| 77  | FW   | ブラジル | ブルーノ・ナザリオ     |
| 99  | GK   | ブラジル | レオ                   |
| --  | DF   | ブラジル | アドリアーノ           |
| --  | FW   | ブラジル | フェリペ・ヴィゼウ     |

## 歴代監督
- ネルシーニョ 1987-1988
- ペペ 1995
- エメルソン・レオン 1996
- デ・マセド 1996, 2005
- ジョアン・カルロス 1998
- バドン 1999-2000, 2003, 2006-2007
- エスピノーザ 2002
- レヴィー・クルピ 2004
- ローター・マテウス 2006
- セルジオ・ソアレス 2010-2011
- アジウソン 2011
- レナト・ガウショ 2011
- ヴァグネル・マンシーニ 2013
- ミゲル・アンヘル・ポルトゥガル 2014

- ドリーヴァ 2014
- クラウジネイ・オリヴェイラ 2014-15
- エンデルソン・モレイラ 2015
- ミルトン・メンデス 2015
- クリストヴォン・ボルジェス 2015-2016
- パウロ・アウトゥオリ 2016-2017
- エドゥアルド・バプティスタ 2017
- ファビアーノ・ソアレス 2017
- フェルナンド・ジニス 2018
- チアゴ・ヌネス 2018-2019
- エドゥアルド・バロス（英語版） 2019-2020
- ドリヴァル・ジュニオール（英語版） 2020
- エドゥアルド・バロス 2020（暫定）
- パウロ・アウトゥオリ 2020-2021
- トニ（英語版） 2021
- アルベルト・バレンティム（英語版） 2021-2022
- リカルド・ゴメス・ライムンド 2022（暫定）
- ファビオ・カリーレ 2022
- ルイス・フェリペ・スコラーリ 2022
- パウロ・トゥッラ（英語版） 2022-2023
- ウェズレイ・カルヴァーリョ（英語版） 2023-